# Phytomyza clematisella
Phytomyza clematisella este o specie de muște din genul Phytomyza, familia Agromyzidae, descrisă de Spencer în anul 1986. Conform Catalogue of Life specia Phytomyza clematisella nu are subspecii cunoscute.